# 2005 في البحرين
فيما يلي قوائم الأحداث التي وقعت خلال عام 2005 في البحرين.

## رياضة
- 1 يناير – كأس ملك البحرين 2005
- 1 يناير – كأس ولي العهد البحريني لكرة القدم 2005
- 3 أبريل – جائزة البحرين الكبرى 2005 الفائز فرناندو ألونسو.

## موسيقى

### ألبومات
من الألبومات التي صدرت هذه السنة في البحرين:
- 1 يناير – عادي من غناء أصالة نصري.

## مواليد

### يناير
- 1 يناير – الزين طارق سبّاحة بحرينية.